# Rubén González (sindicalista)
Rubén González es un sindicalista venezolano y el secretario general del sindicato de Ferrominera del Orinoco (Sintraferrominera).

## Carrera

### Detenciones
En 2009 González fue encarcelado por liderar una protesta en Ferrominera. En 2011 fue acusado por "instigación a delinquir, violación de zona de seguridad, agavillamiento y coacción a la libertad de trabajo" y condenado a más de siete años de cárcel por un juzgado en Bolívar. Sin embargo, fue dejado en libertad tras permanecer 17 meses preso y después de dos días de protestas de sectores obreros tanto oficialistas como opositores por una decisión del Tribunal Supremo de Justicia (TSJ), después de revocar la sentencia en su contra.
A finales de agosto de 2018, una comisión de la Guardia Nacional Bolivariana (GNB) intentó detener a González mientras participaba en una asamblea de trabajadores en el portón de Ferrominera, en Ciudad Piar, estado Bolívar. La GNB habría intentado detenerlo y este emprendió la huida, mientras que los uniformados allanaron su vivienda sin orden judicial y rompieron un paredón de la propiedad.
Después de la reconversión monetaria y el desconocimiento de las contrataciones colectivas, los trabajadores del estado Bolívar comenzaron una serie de protestas y huelgas en las empresas básicas. El 30 de noviembre de 2018, González fue arrestado en Anaco, estado Anzoátegui cuando regresaba de Caracas de participar en una protesta de empleados públicos y la unidad en la que se trasladaba fue retenida en una alcabala. En la protesta los sindicalistas le exigieron a Nicolás Maduro el respeto a las convenciones colectivas y las tablas salariales, violadas a partir del 20 de agosto cuando se les impuso a las empresas básicas el tabulador de la administración pública. La dirigencia sindical en Guayana denunció que la medida desmejoró sus beneficios laborales en más de 70 %. A pesar de ser un civil y que según la constitución debe ser juzgado por sus jueces naturales, Además de González, catorce trabajadores de empresas básicas: nueve trabajadores de Sintraferrominera y otros cuatro de Venalum fueron apresados, quienes fueron excarcelados con medidas cautelares. González fue acusado de delitos militares y procesado por tribunales castrenses. González fue acusado de ataque al centinela, ultraje al centinela y ultraje a la Fuerza Armada Nacional, basándose en el intento de detención que la Guardia Nacional intentó practicar dos meses antes, y los cargos fueron tanto imputados como ratificado durante el juicio del tribunal militar. De los tres delitos imputados por la Fiscalía Militar, el tribunal mantuvo los dos últimos delitos. La defensa reiteró en varias oportunidades que las acusaciones fueron desmontadas, ya que no hubo elementos que demostraran su culpabilidad.
Desde el 1 de diciembre de 2018, González fue recluido en el Centro Penitenciario de Oriente de Maturín, más conocida como cárcel de La Pica, en el área de procesados militares, donde esperó por su juicio.
El 13 de agosto de 2019, el Tribunal Militar Décimo Quinto de Control de Maturín, en el estado Monagas condenó a González a 5 años y 9 meses de prisión en la cárcel de La Pica por los tres cargos imputados. Aunque González estuvo bajo custodia de la Guardia Nacional Bolivariana, funcionarios de la Dirección General de Contrainteligencia Militar (DGCIM) acordonaron el recinto e impidieron a familiares ingresar al lugar. Degraim Marchales, miembro de Sintraferrominera y familiar político de González, informó que el veredicto se apelaría y que se ejercerían acciones en rechazo a la sentencia.
En una entrevista, su hija afirmó que durante una visita en noviembre la familia de González lo encontró "decaído de salud" a causa de las patologías, incluyendo “problemas renales, fiebre, malestar general y alta tensión arterial”, agregando que es el único civil en el departamento de procesados militares de la cárcel. González denunció que en la cárcel de La Pica no había agua potable, por lo que los detenidos dependían de su familia para poder hidratarse, al igual que la comida.

### Reacciones
Juan Guaidó respaldó la movilización del Sindicato de Trabajadores de Ferrominera el 15 de agosto de 2019 para exigir la liberación de su secretario general.
El secretario ejecutivo de la Confederación Venezolana de Trabajadores (CTV), Pedro Moreno, criticó la condena contra González, afirmando que "solo revela el carácter dictatorial de Nicolás Maduro, quien además se proclama como un presidente obrero" y que este tipo de condenas son una forma del régimen "de perseguir, amedrentar e impedir las protestas de los líderes sindicales, que desde el año pasado alzaron su voz contra la eliminación de las contrataciones colectivas y el bajo salario que ganan los trabajadores venezolanos".
Pablo Zambrano, dirigente sindical del sector salud, condenó la medida contra González declarando que era una violación flagrante a la constitución porque los civiles no pueden ser juzgados por militares.